# أدريانا بيتشاردو
أدريانا بيتشاردو هي سياسية من فنزويلا. وهي نائبة في الجمعية الوطنية، وتمثل المنطقة 4 من ولاية أراغوا كعضو في الإرادة الشعبية. وهي أيضًا جزء من لجنة المواطنة وحقوق الإنسان في ميركوسور.

## مداهمة بيتها
في الساعات الأولى من يوم 15 أكتوبر 2018 دخل خمسة ضباط مدججين بالسلاح يرتدون ملابس سوداء منزلها دون أمر تفتيش. تم التعرف على القوات على أنها أعضاء في جهاز المخابرات الوطنية البوليفارية، لكن الجيران حددوهم كمسؤولين في المديرية العامة لمكافحة التجسس العسكري من خلال الأحرف الأولى على الأزياء والمركبات. وكان أحد حراس المبنى قد طلب مذكرة تفتيش، لكن القوات هددت بقتله. عند دخولها شقة بيتشاردو سألها الجنود عن ريكاردو أنتيتش الجندي الذي أطلق سراحه مؤخرًا بعد اتهامه بأنه جزء من «جولبي أزول». أوضحت بيتشاردو أنها تعرف فقط أقاربه الذين رافقتهم كجزء من واجبها كبرلماني من ميركوسور لتسجيل جميع انتهاكات حقوق الإنسان في فنزويلا. واعتبرت المداهمة «انتهاكًا صارخًا» لحصانتها البرلمانية.